# Licor de cocuy
El cocuy es un licor destilado originario de Venezuela, obtenido a partir del procesamiento del tallo homónimo, cabeza o cormo de la especie vegetal Agave cocui, planta autóctona del trópico seco suramericano, extraída por los campesinos artesanos de la vegetación natural principalmente en Venezuela, en los estados Lara y Falcón.
El cocuy es una bebida espirituosa que bien podríamos llamar «el licor genuinamente venezolano». Suele producirse con una alta graduación alcohólica y que de acuerdo a las características de la zona dónde se lo elabora, aporta notas aromáticas y gustativas muy especiales.
Pocos conocen que el cocuy genuino es realmente un licor muy exclusivo. La planta de la cual se elabora, es una especie con un sistema reproductivo que dificulta su cultivo extenso lo cual reviste una limitación importante para la producción del cocuy en grandes cantidades. Aunado a esto, el Agave tarda unos ocho años en llegar a la madurez necesaria para poder ser utilizada en la elaboración del destilado.
Por sus características guarda muchas similitudes con el mezcal mexicano.

## Historia

### Origen

El cocuy es originario de la región centro-occidental de Venezuela.

El cocuy de penca o cocuy es una bebida obtenida a partir de los mostos fermentados y posteriormente destilados del Agave cocui descrito por Trelease. Se ha demostrado que desde la época precolombina ya se conocía en las zonas semiáridas de la región Centro-Occidental, principalmente en los estados Lara y Falcón, aunque existen testimonios orales que certifican que también se preparaba en los estados andinos (Trujillo y Mérida).
Los pobladores originarios pertenecientes a las etnias caquetías, jirajaras y ayamanes que poblaban estas regiones; preparaban una bebida espirituosa a partir de los mostos fermentados del Agave cocui y la misma era utilizada en sus rituales y eventos comunitarios. A partir de esta noble planta denominada también «la planta de las maravillas», obtenían también azúcares naturales, sustancias jabonosas, fibra para el tejido de sus hamacas, alpargatas y bolsos; sus flores y retoños se preparaban como encurtidos y la fibra sobrante del proceso de producción la utilizaban como aglutinante para sus techos y bloques de adobe. Por ello, constituía la base fundamental y sustento de su economía.
Hay que destacar que en los pueblos ubicados en esta región desde el municipio Sucre, estado Falcón; principalmente en la parroquia Pecaya (Pecaya, Juncalito, Cherequeime, La Cruz de Taratara y Santa Cruz de Pecaya), y en Lara en el municipio Urdaneta, parroquia Siquisique en los caseríos Urucure y Saladillo y el municipio Torres, dichas costumbres se difundieron hacia las zonas costeras y el mar Caribe.

### Aspectos legales

#### Patrimonio venezolano
Tanto la planta de la cual se extrae el licor así como los productos artesanales que se elaboran con ella, han sido declaradas por la Asamblea Nacional como patrimonio cultural, ancestral y natural de Venezuela (mayo de 2001) y declarada patrimonio cultural y ancestral de Venezuela (noviembre de 2005).

#### Regulación del proceso productivo
La producción del cocuy no cuenta aún con un marco legal y normativo exhaustivo que fomente su mejoramiento y optimización.
En la actualidad se rige, en materia tributaria, por la Ley de Impuesto Sobre Alcohol y Especies Alcohólicas vigente. En marzo de 2006 el Servicio Integrado de Administración Aduanera y Tributaria (SENIAT) emitió la Providencia Tributaria N.º SNAT/0165 que establece las obligaciones tributarias para los productores artesanales de especies alcohólicas como el cocuy. El 21 de julio de 2016, el Ministerio del Poder Popular para la Salud, emitió la Providencia Administrativa N.º 175/2016 que regula las condiciones de elaboración de alimentos artesanales, incluyendo la elaboración y expendio de bebidas alcohólicas.
Algunas normas técnicas COVENIN  sirven como referente técnico para la elaboración del cocuy, tal como las normas 3040-1993 y 3662-2001.

##### Cocuy pecayero
Los productores del municipio Pecaya en el estado Falcón, cuentan con una denominación de origen controlada (DOC) que regula varios aspectos de la producción del cocuy que se elabora en dicho municipio. El cocuy pecayero, producido exclusivamente en el municipio Pecaya del estado Falcón, se fabrica de manera artesanal utilizando principalmente los jugos extraídos del Agave cocui de la parroquia Pecaya, municipio Sucre del estado Falcón, y ha sido distinguido con la denominación de origen «cocuy pecayero», por el Servicio Autónomo de Propiedad Intelectual (SAPI) en mayo de 2001.

#### Ilegalización
En primera instancia, durante la dictadura del general Juan Vicente Gómez, el cocuy fue declarado ilegal, por lo que su producción pasó a la clandestinidad. Igualmente, a pesar de ser un patrimonio cultural desde 2005, esta actividad fue considerada ilegal por un cambio inesperado en la Ley en el año 1954, bajo la dictadura de Marcos Pérez Jiménez, la cual sirvió para iniciar una persecución a los productores de cocuy.
Se emprendió una cruzada nacional lográndose la reforma de la ley en el año 2005 la cual fue ratificada en el año 2007. Sin embargo, los permisos para la producción de esta bebida artesanal han sido muy difíciles de obtener y toda la producción nacional se encontraba sumida en la ilegalidad.
Finalmente el 4 de diciembre de 2013, gracias a la puesta en marcha de un laboratorio de control de calidad y una envasadora en Pecaya, ocho de los artesanos que producen el cocuy en Pecaya, fueron distinguidos con sus permisos definitivos.

#### Marcas
Existen varios productores artesanales de genuino Cocuy obtenido del Agave que comercializan sus destilados en el mercado nacional, algunos los expenden sin marca comercial y otros expenden el Cocuy con marcas reconocidas, tales como: Cocuy La Capilla, Magno Cocuy, Siete Primos, Tres Pasos, Balsamal, Cocuy Fenix, Ereú 56, Capra Cocuy, Cocuy 253, Don Ali, entre otros.
En abril de 2024, la destiladora  DUSA dio a conocer el Cocuy Saroche.

## Elaboración

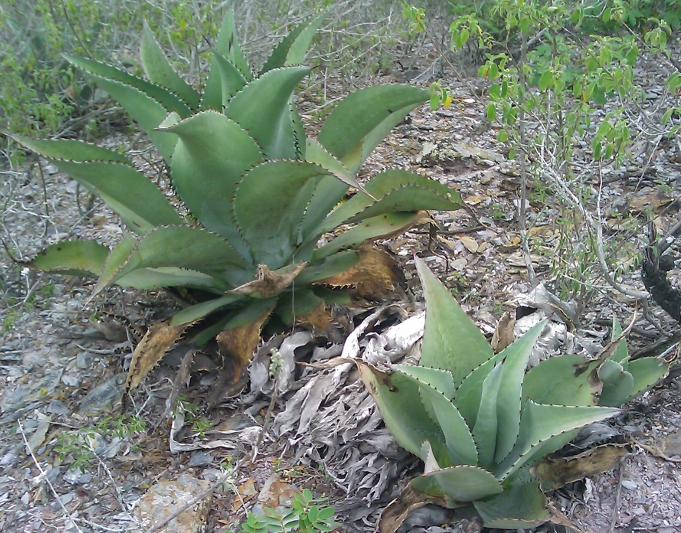
Agave cocui.

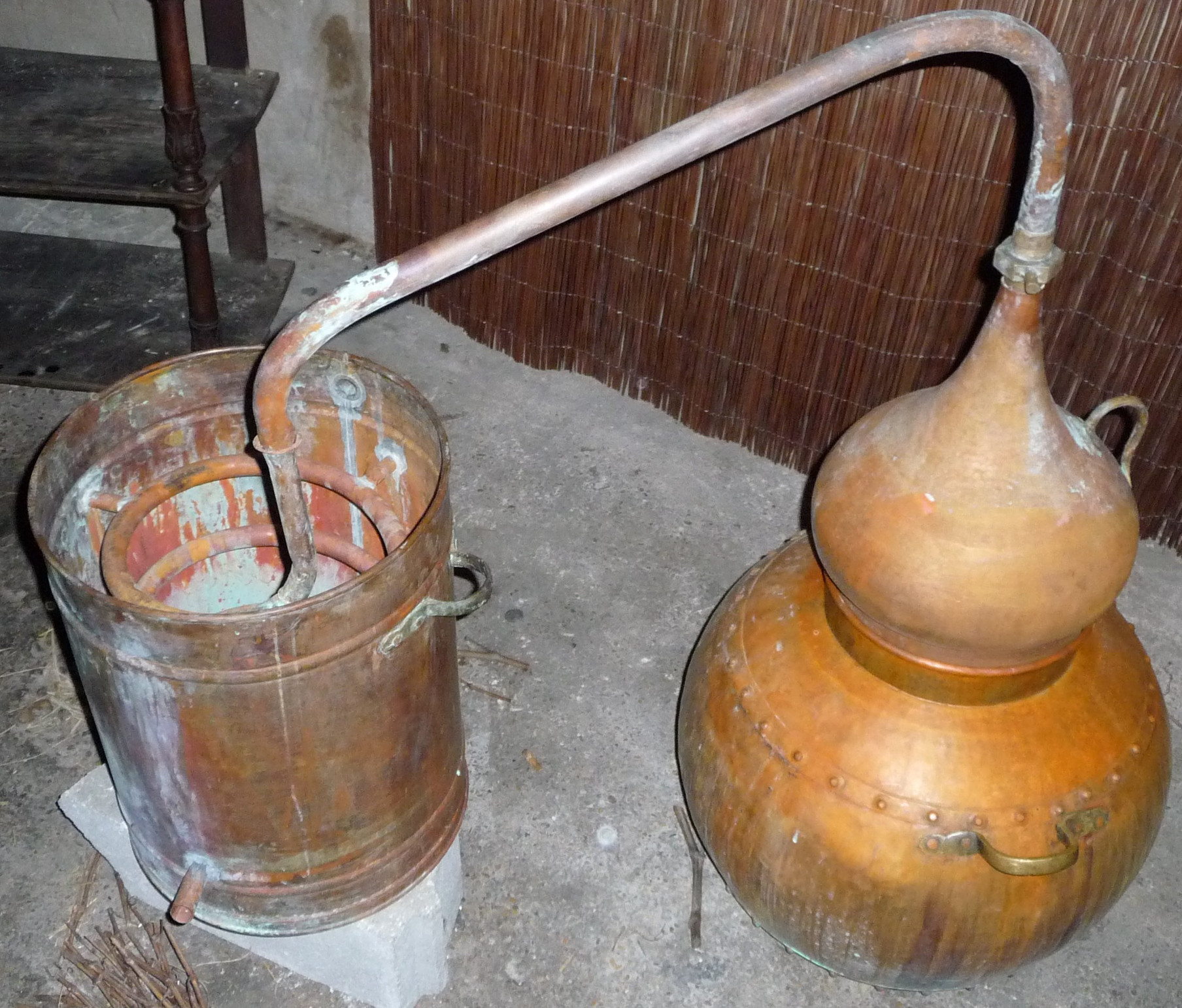
Alambique.

1. Afeitado, horneado y ahumado: se elabora de forma artesanal, a partir de la penca, cabeza o piña obtenida después de la remoción de las hojas el Agave cocui, esta se hornea y ahúma, generalmente en hornos artesanales elaborados al ras del suelo, recubriendo las paredes y fondo del horno con piedras de río, sobre las cuales se apilan las cabezas, que se cubren totalmente con las hojas cortadas o jimadas del Agave. Las piñas se hornean y ahúman con leños del aromático cardón y de cují a fuego lento.
2. Enfriamiento, trituramiento y prensado: transcurridos de tres a cuatro días en el horno se remueven las pencas, se trozan y se exprimen utilizando un maso y una cuba de madera, en la mayoría de los casos. También se utilizan trapiches mecánicos o prensas.
3. Fermentación: los jugos obtenidos son sometidos a un proceso de fermentación utilizando en la mayoría de los casos, levaduras silvestres; en el proceso de fermentación los azúcares del jugo serán convertidos en alcoholes y otros elementos. Una vez que se ha completado la fermentación, los jugos son introducidos al alambique o destilador para obtener el licor.
4. Destilación y rectificación: los productores suelen realizar la destilación en alambiques artesanales que constan de un hollón o calderín, un rectificador y un condensador o serpentín. Los alambiques suelen ser de acero o latón, acero inoxidable o cobre, emulando al alambique introducido durante la colonización española. Durante la destilación se obtiene una bebida espirituosa de color transparente con un aroma y un bouquet muy característico del licor del Agave, de alta graduación alcohólica con una calidad de alcoholes de acuerdo a las características propias del proceso que cada productor desarrolla, del sistema de fermentación que utiliza, de la zona de dónde proviene la planta y del alambique utilizado, con características un poco similares al tequila y al mezcal que se producen en México con especies de plantas parecidas.
5. Filtrado: el primer líquido que se obtiene en la destilación es llamado cabeza o pringote, tiene un alto grado de alcoholes y otros elementos no deseados y en algunos casos es utilizado como fertilizante o para su uso tópico, con intenciones terapéuticas. Luego de algunos minutos, comienza a salir un fluido denominado «cuerpo» o «corazón», y es colectado hasta los 50 grados de alcohol GL, máxima graduación permitida en las normas venezolanas para el cocuy. El siguiente fluido se conoce como «cola» y no es apropiado para el consumo humano. El destilado producto del condensado es filtrado, bien por medio de filtros especiales o, a través de una malla fina o liencillo que separa los residuos, impurezas o restos vegetales.[8]
6. Embotellado o envasado: Una vez destilado el cocuy puede embotellarse o, puede ser macerado con porciones de Agave y otros elementos botánicos o puede ser añejado en barriles de roble o caujaro, obteniendo un líquido de color ámbar propio de los procesos de añejamiento, lo que le brinda al licor mayor redondez y armonía.